# St. Matthias Waldram
St. Matthias Waldram im Ortsteil Waldram der Stadt Wolfratshausen in Bayern ist die älteste Einrichtung des Zweiten Bildungsweges in Bayern. Gegründet wurde sie als Spätberufenenseminar. Heute ist St. Matthias ein katholisches Schulzentrum mit Gymnasium, Fachoberschule, Kolleg und Wohnheim. Gymnasium, Fachoberschule und Kolleg sind allesamt staatlich anerkannte Schulen. Finanziert wird die Einrichtung von der Erzdiözese München-Freising im Rahmen der Trägerschaft der seit 1982 bestehenden und 2017 neu ausgerichteten „Erzbischöflichen Stiftung St. Matthias Wolfratshausen-Waldram“.

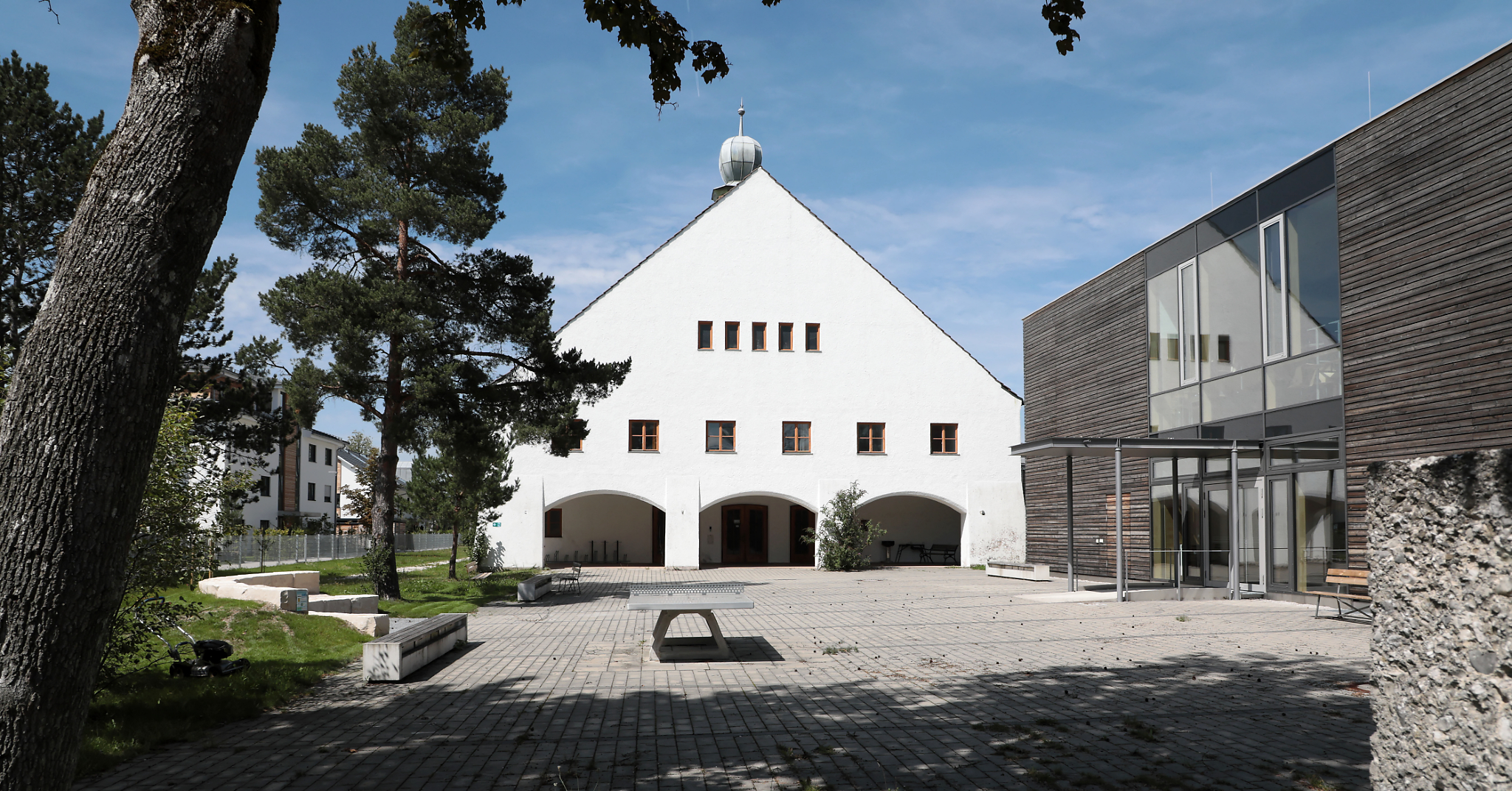
Ursprüngliches Seminargebäude

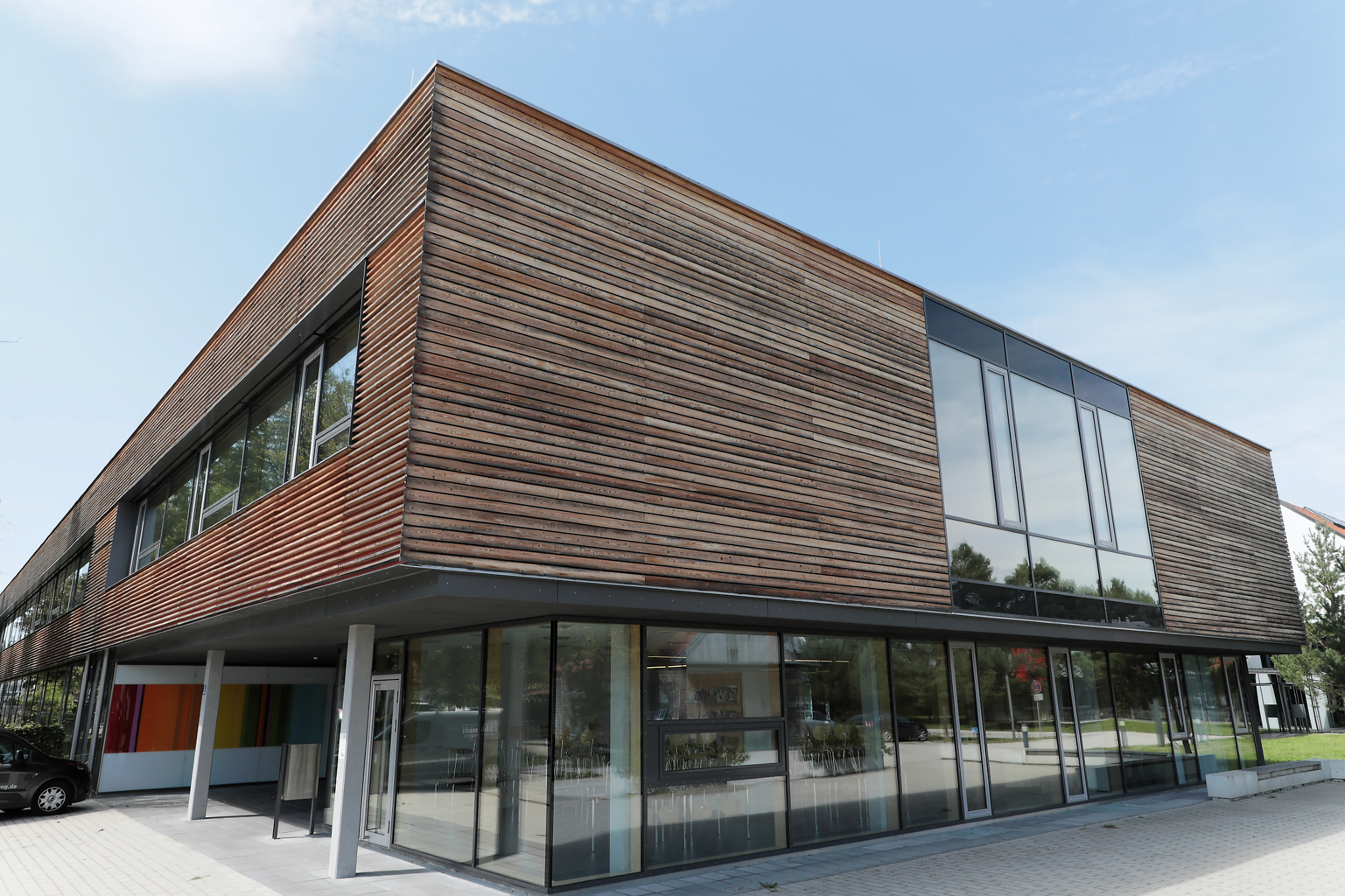
Schulgebäude von St. Matthias

## Spätberufenenseminar
Die Bildungseinrichtung in Waldram trug 90 Jahre lang, bis 2017, die Bezeichnung „Spätberufenenseminar“. Die Seminaristen sollten in ihrer Berufung für ein geistliches Amt in der katholischen Kirche, vornehmlich den Priesterberuf motiviert werden. Daher war der Besuch der Einrichtung ursprünglich katholisch getauften Männern vorbehalten, die im „Seminar“ genannten Wohnheim seit 1958 untergebracht waren. Neben dem Seminardirektor kümmerten sich Spirituale und Präfekten um die geistliche Begleitung der jungen Männer. Das gemeinsame Leben im Seminar unter der Leitung des Direktors, eines katholischen Priesters, war von gemeinsamen Gottesdiensten, Gebets- und Essenszeiten und verschiedenen Diensten geprägt. Außerdem engagierten sich die Seminaristen in der Gemeindearbeit der Waldramer Pfarrei St. Josef der Arbeiter. Das Seminar stand zum gegenseitigen Austausch in Kontakt mit Ordensgemeinschaften, den Priesterseminaren, den Bistümern und anderen kirchlichen Einrichtungen. Von den ehemaligen Schülern des Spätberufenenseminars stellten sich über 400 als Priester oder Ordensleute in den Dienst der katholischen Kirche.

## Geschichte

### 1927: Ursprung

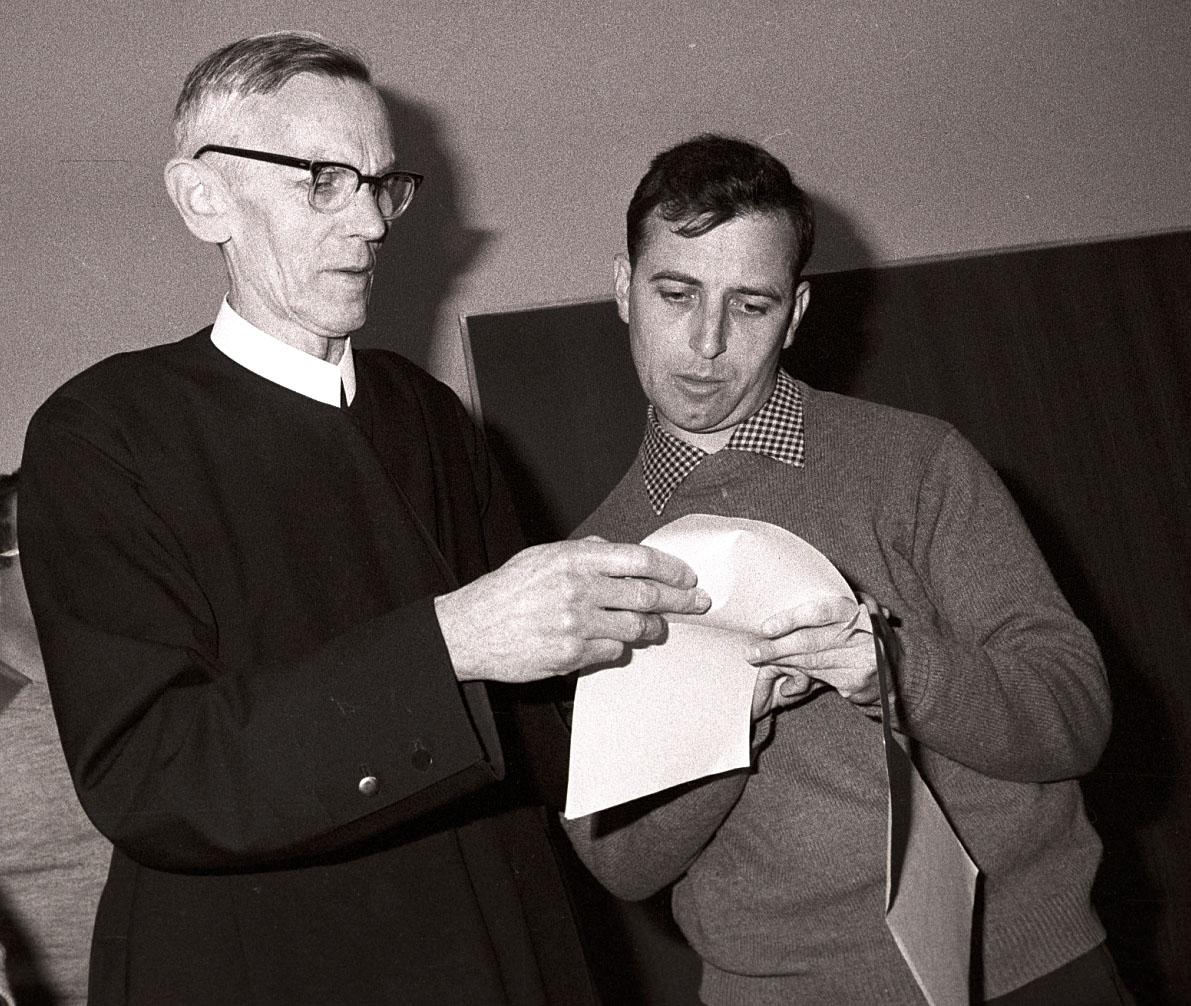
1966: Griechischlehrer Pater Josef Kempter

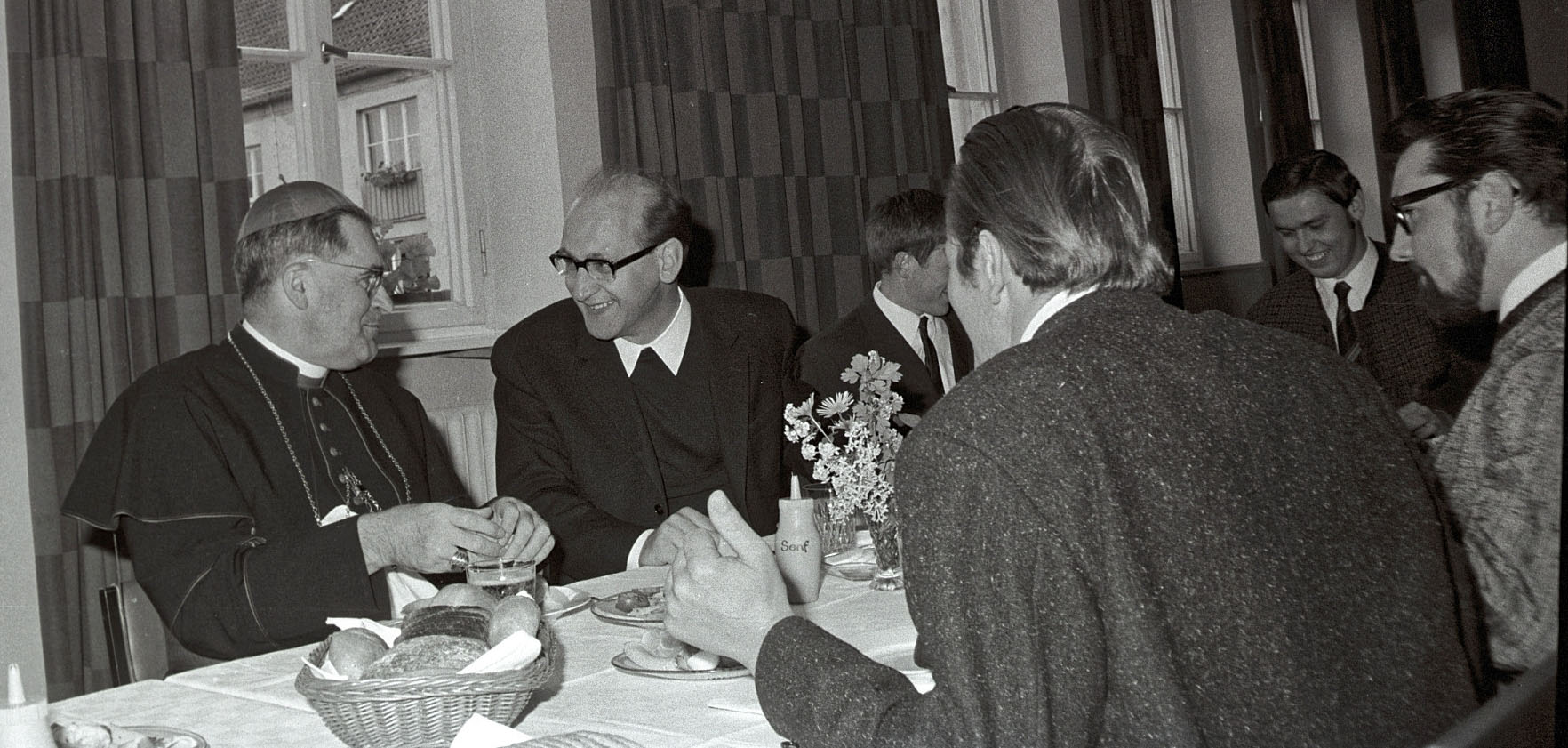
1967: Kardinal Döpfner in Waldram

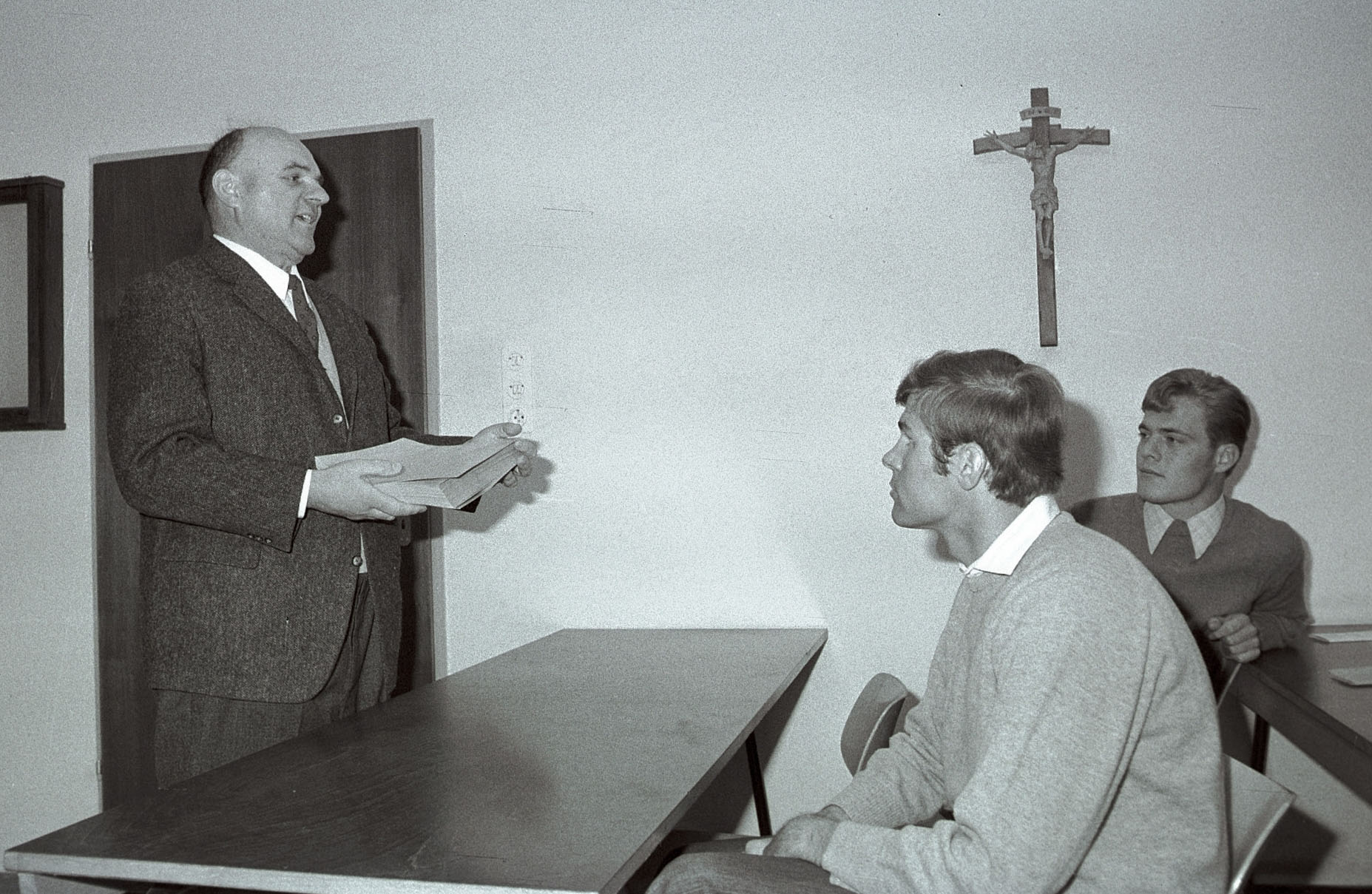
1958–1984: Schulleiter Karl Braun

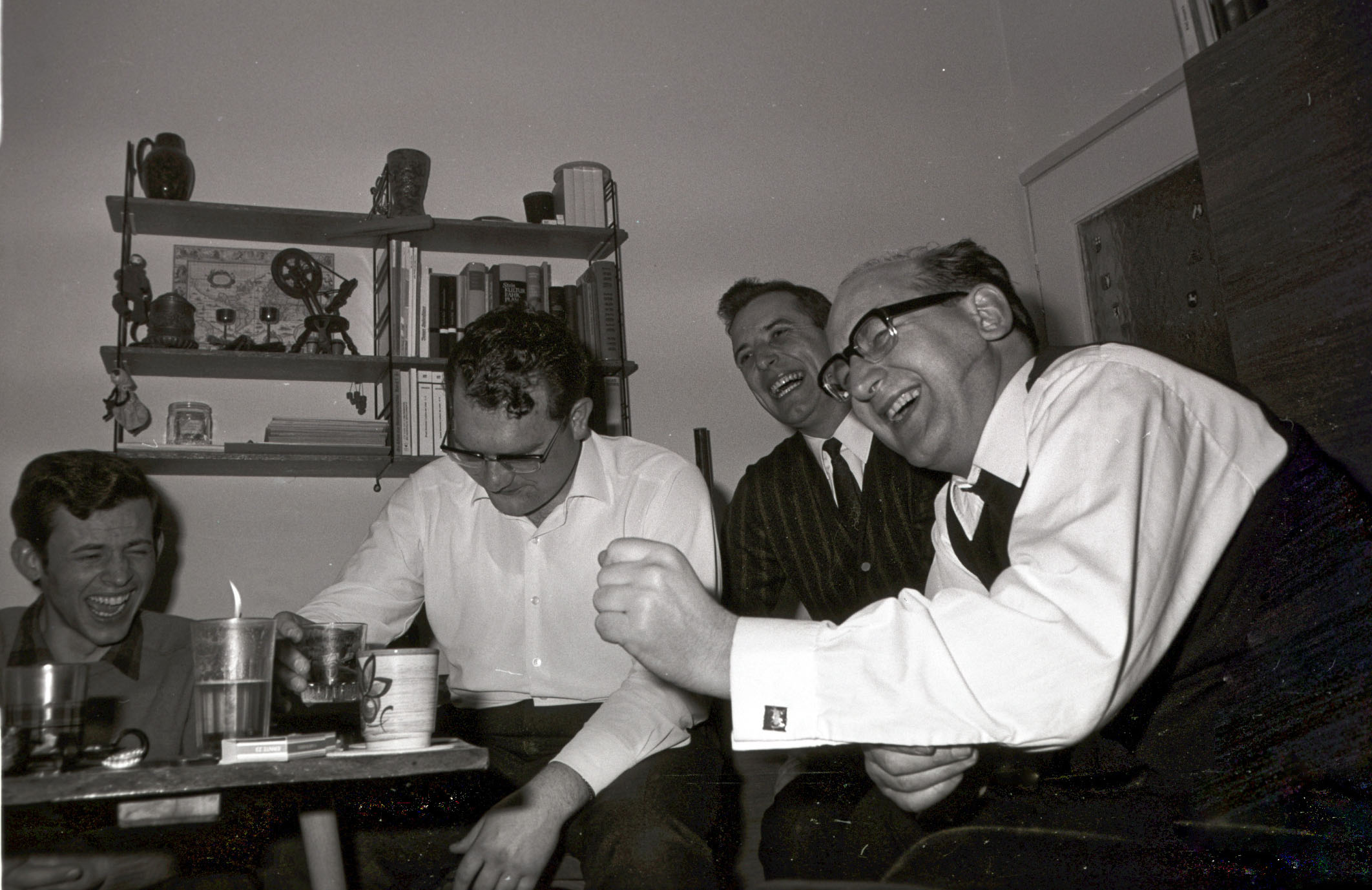
1968: Fete mit Spiritual Guilbert Niggl

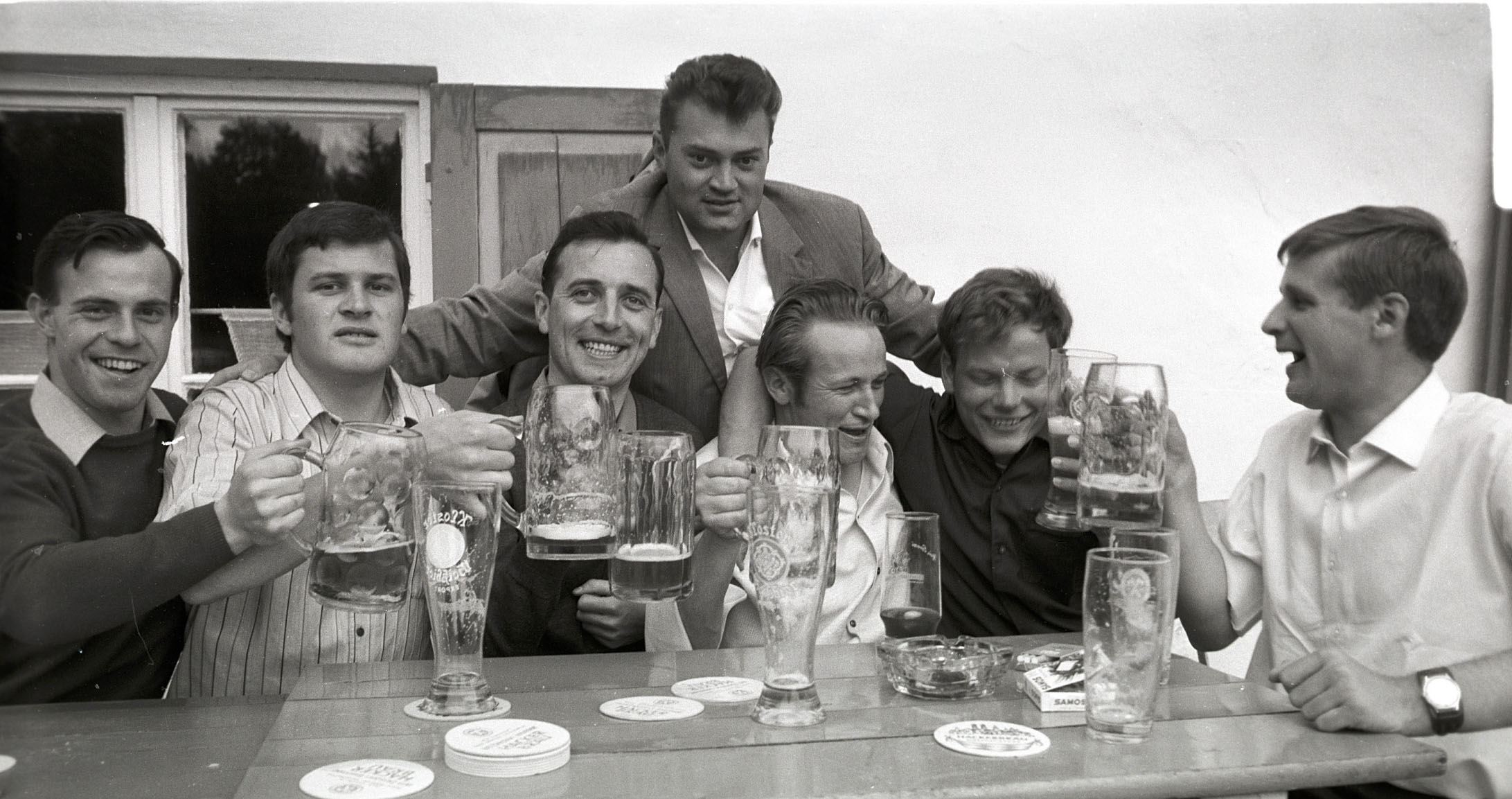
1969: Abiturklasse in Beuerberg

Die Einrichtung wurde am 1. September 1927 durch Erzbischof Michael Kardinal von Faulhaber in München als Spätberufenenseminar und Spätberufenenschule gegründet, am Standort Hansa-Heime in München-Schwabing. Seminar und Schule waren ursprünglich auf die Erlangung der Hochschulreife im Hinblick auf die Vorbereitung zum Beruf des katholischen Priesters ausgerichtet. Am 1. Mai 1929 wurde die Schule durch Johannes Neuhäusler ins Schloss Fürstenried verlegt. 1932 fand an der Schule die erste Reifeprüfung statt, allerdings durch eine Kommission des Gymnasiums Pasing. Von 13 Kandidaten erhielten 10 das Reifezeugnis.
Im Jahre 1933 übernahm P. Alfons Maria Zimmermann OSB vom Kloster Metten die Leitung der Schule. Im September 1939 wurden Seminar und Schule geschlossen.

### 1949: Neubeginn
Am 15. Oktober 1949 wurde das Spätberufenenseminar neu eröffnet, zunächst noch in Fürstenried. Der vormalige Schulleiter Alfons Maria Zimmermann kehrte nach Fürstenried zurück, es zogen 59 Schüler ein. Im September 1957 wurde die Einrichtung nach Wolfratshausen-Waldram in die umgebauten Verwaltungsgebäude des ehemaligen Lagers Föhrenwald verlegt. 1958 übernahm Karl Braun die Leitung der Schule. Direktor Zimmermann kehrte in das Kloster Metten zurück, wo er am 18. März 1962 starb.

### 1964: Staatliche Anerkennung
Am 12. März 1964 erhielt die Schule durch das Bayerische Ministerium für Unterricht und Kultus die staatliche Anerkennung und kann seit diesem Zeitpunkt wie ein staatliches Gymnasium die Allgemeine Hochschulreife verleihen. Dem Spätberufenengymnasium wurde im Jahre 1968 das Altsprachliche Kolleg – Institut zur Erlangung der Hochschulreife als offizielle Einrichtung des Zweiten Bildungsweges angegliedert. 1971 erfolgte die Öffnung der Schuleinrichtung für externe Schülerinnen und Schüler. Dies ließ die Zahl der Schülerinnen und Schüler auf über 200 ansteigen.

### 1982: Alt- und Neusprachlich
Seit der Erhebung zu einer Stiftung am 9. Februar 1982 lautete die offizielle Bezeichnung „Erzbischöfliches Spätberufenenseminar St. Matthias in Wolfratshausen-Waldram“. Mit Beginn des Schuljahres 1993 wurde dem altsprachlichen Kolleg ein neusprachliches an die Seite gestellt.

### 2011: Neubau
Das alte Schulgebäude an der Bettingerstraße, das ursprünglich Bestandteil der Verwaltung des Lagers Föhrenwald war, befand sich schon längere Zeit in marodem Zustand, so dass für die Schüler und Lehrer ein Unterrichten mit der Zeit unzumutbar geworden war. Seit September 2011 sind das Gymnasium und Kolleg St. Matthias in einem Neubau untergebracht, der sich längs der Thomastraße erstreckt.

### 2016: Neuausrichtung
Aufgrund der abnehmenden Zahl an Interessenten entschloss sich die Erzdiözese München und Freising 2016, das Spätberufenenseminar, das im Laufe seiner Geschichte auf über 400 Priester oder Ordensleute unter seinen ehemaligen Schülern zurückblicken kann, in ein Wohnheim mit christlicher Prägung für volljährige Schülerinnen und Schüler überzuführen.
Die Neuausrichtung wurde mit der Änderung der Satzung der zur „Erzbischöflichen Stiftung St. Matthias Wolfratshausen-Waldram“ umbenannten Stiftung mit Datum vom 21. Dezember 2017 wirksam. Die Ausrichtung des Stiftungszwecks auf die geistlichen Berufe wurde damit aufgehoben. Eins der Ziele ist nach wie vor, jungen Menschen in St. Matthias Waldram die Vielfalt und Breite der Berufungen und Berufe in der Kirche vorzustellen. Im Einklang mit diesem Ziel steht auch die Fachoberschule St. Matthias, die mit dem Schuljahr 2017/18 ihren Betrieb aufgenommen hat.

## Schulen in St. Matthias
St. Matthias Waldram umfasst Gymnasium, Kolleg und Fachoberschule. Das Gymnasium und das Kolleg sind darauf ausgerichtet, jungen Frauen und Männern, die sich weiterbilden wollen, die Möglichkeit zu eröffnen, die allgemeine Hochschulreife (Abitur) zu erwerben bzw. nachzuholen. Dies im direkten Anschluss an einen mittleren Schulabschluss oder nach einer Berufsausbildung bzw. Berufstätigkeit. Seit dem Schuljahr 2017/18 wurde das Schulangebot um die Fachoberschule St. Matthias erweitert, an der 2019 Schülerinnen und Schüler erstmals die Fachhochschulreife erlangten.
Der Besuch der Schule war früher nur jungen Männern katholischer Konfession vorbehalten. Seit Einführung des Kollegs können Gymnasium und Kolleg St. Matthias auch Schüler anderer Konfession bzw. Religion und auch Bekenntnislose besuchen. Vorausgesetzt wird Aufgeschlossenheit der Schüler für religiöse und christliche Themen. Der Besuch des Religionsunterrichts, entweder des katholischen oder des evangelischen, ist Pflicht. Ethikunterricht wird nicht erteilt.
Schulleiter ist seit 2018 Ralf Wiechmann. Die Leitung der Einrichtung obliegt dem Gemeindereferenten Manfred Bugl. Im Januar 2022 wurde er von der Erzdiözese München-Freising zum Direktor der „Erzbischöflichen Stiftung St. Matthias Wolfratshausen-Waldram“ berufen.

### Gymnasium
Das Gymnasium ist nach wie vor auf die ursprüngliche Idee der Spätberufenenförderung ausgerichtet. Es umfasst die Jahrgangsstufen 11, 12 und 13. Es ist ein sprachliches (humanistisches) Gymnasium. Folgende Fremdsprachen werden unterrichtet: Latein, Englisch, Griechisch, Französisch.
Insbesondere für Bewerberinnen und Bewerber ohne mittlerem Schulabschluss ist ein einjähriger Vorkurs vorgeschaltet. Bewerber mit mittlerem Schulabschluss, die ein pädagogisches Gutachten vorlegen, das die uneingeschränkte Eignung für das Gymnasium bescheinigt, können unter Umständen den Einführungskurs besuchen. Er entspricht der staatlichen Einführungsklasse. Der erfolgreiche Besuch dieses Einführungskurses berechtigt zum Eintritt in die Qualifikationsphase des Gymnasiums. Damit bietet St. Matthias auch einen dreijährigen gymnasialen Weg zur allgemeinen Hochschulreife an.

### Kolleg
Am Kolleg, das als „Gymnasium des zweiten Bildungswegs“ gilt, können bereits berufserfahrene Menschen ihr Abitur im Vollzeitunterricht nachholen.
Voraussetzungen für den Besuch des Kollegs:
- Mindestalter: 18 Jahre
- Abgeschlossene Berufsausbildung oder zweijährige Berufstätigkeit
- Mittlere Reife. Bewerber, die keinen mittleren Schulabschluss nachweisen können, können sich einer Aufnahmeprüfung unterziehen oder den Vorkurs besuchen.

Das Kolleg bietet folgende Sprachenfolgen an:
- Latein, Griechisch (nur bei Besuch des Kollegs ab dem Vorkurs möglich)
- Latein, Englisch
- Englisch, Französisch.

### Fachoberschule
Ab dem Schuljahr 2017/18 nahm die „Fachoberschule St. Matthias“ ihren Betrieb auf. Sie ist auf die Ausbildungsrichtung Sozialwesen beschränkt und führt in zwei Schuljahren, den Jahrgangsstufen 11 und 12, zur Fachhochschulreife.

### Wohnheim
Seit dem Schuljahr 2016/17 ist das ursprüngliche Spätberufenenseminar in ein Wohnheim mit christlicher Prägung übergegangen. Dort können sich alle volljährigen Schülerinnen und Schüler, die in einer christlichen Gemeinschaft leben wollen, um einen Wohnheimplatz bewerben.